# Asja Lācis
Anna Lāce ou Anna Lācis, connue sous le nom Asja Lācis (russe : Анна 'Ася' Эрнестовна Лацис, Anna 'Asya' Ernestovna Latsis; allemand : Asja Lazis (née le 19 octobre 1891 à Līgatne, alors dans l'Empire russe, et morte le 21 novembre 1979  à Riga, alors en URSS) est une actrice et directrice de théâtre russe, lettonne puis soviétique.

## Biographie
Anna Lācis (née Liepina), nait le 19 octobre 1891, près de Riga et reçoit son éducation au lycée Anna Kenina de Riga. En 1912, elle part à St. Petersbourg, où elle étude la psychologie à l'Institut Vladimir Bekhterev.
Bolchévique dans les années 1920, Asja Lācis se rend célèbre avec ses troupes de théâtre prolétariennes pour les enfants et ses spectacles d'agitprop dans la Russie soviétique et la Lettonie. Elle a une fille : Dagmara Ķimele.
En 1922, elle se rend en Allemagne, où elle fait la connaissance de Bertolt Brecht, Fritz Lang, Erwin Piscator, qu'elle initie aux idées de Vsevolod Meyerhold et Vladimir Maïakovski. Elle rencontre aussi son futur époux le critique et metteur en scène de théâtre autrichien Bernhard Reich (1894-1972).
En 1924, elle rencontre le philosophe et critique allemand Walter Benjamin, lors d'un séjour à Capri, où celui-ci séjournait en même temps qu'Ernst Bloch. Elle entretient pendant plusieurs années une relation intermittente, à la fois intellectuelle et sentimentale, avec lui. Celui-ci lui rend visite à Riga, et à Moscou où elle s'est installée en 1925 avec Reich. Benjamin dira qu'Asja Lācis est l'une des trois femmes qui, intellectuellement et sentimentalement, comptèrent le plus dans sa vie : « Chaque fois que j'ai connu un grand amour, j'ai constaté dans ma vie un changement tellement fondamental que j'en suis étonné » écrit-il plus tard à propos de cette rencontre, et il ajoute « Un véritable amour me fait ressembler à la femme que j'aime. »  Dans ce cas, la transformation a entraîné un changement de direction politique, puisque Asja Lācis est considérée comme celle qui a initié Benjamin au marxisme et qui est responsable de l'attrait du philosophe pour le « communisme radical ». Ils se retrouvent encore à Francfort ou à Naples mais leur liaison chaotique prend vite fin.
Entre 1928 et 1932 elle fait de longs séjours en Allemagne, maintenant ses liens de travail et d'amitié avec Brecht et Piscator.
En 1938 elle est arrêtée par la police stalinienne et elle est envoyée dans un camp de travail au Kazakstan, elle y reste dix ans jusqu'en 1948.
Elle s'installe alors à Valmiera, à cent kilomètres de Riga, dans la Lettonie soviétique, c'est seulement à ce moment, qu'elle apprend, par l'intermédiaire de Bertolt Brecht, le suicide de Walter Benjamin.
De 1950 à 1957, elle est directrice du Valmiera Drama Theatre, où elle monte des spectacles d'avant-garde, marqués par l'idéologie de gauche et reste avec son mari, Bernhard Reich, à Valmiera jusqu'à sa mort.
La petite-fille d'Asja Lācis est la célèbre directrice de théâtre lettonne Māra Ķimele.

## Livres
- Asja Lācis, Walter Benjamin et le théâtre d'enfants prolétarien/ Du jeu d'enfant au théâtre d'enfants, coll. Carnets no 4, éditions du Portique, 2007  (ISBN 978-2-91633-204-8)

## Postérité
En 2016, Asja Lācis est l'un des personnages apparaissant dans Benjamin, dernière nuit, drame lyrique en quatorze scènes de Michel Tabachnik, d'après le livret de Régis Debray, consacré au philosophe allemand Walter Benjamin, créé à l'Opéra de Lyon le 12 mars 2016.

## Source de la traduction
- (en) Cet article est partiellement ou en totalité issu de l’article de Wikipédia en anglais intitulé « Asja Lācis » (voir la liste des auteurs).